# Pagamea plicata
Pagamea plicata là một loài thực vật có hoa trong họ Thiến thảo. Loài này được Spruce ex Benth. mô tả khoa học đầu tiên năm 1857.